# Jibanananda Das
Pour les articles homonymes, voir Das.
Jibanananda Das (bangla: জীবনানন্দ দাশ) (17 février 1899 - 22 octobre 1954) est probablement le plus populaire poète de langue bengalî après Rabindranath Tagore et Kazi Nazrul Islam. Il est considéré comme l'un des précurseurs qui ont introduit la poésie moderniste dans la littérature bengalie, à une période où il a été influencé par les poèmes romantiques de Rabindranath Tagore.

## Jibanananda et la poésie bengalie
Au cours de la deuxième moitié du XXe siècle, Jibanananda Das apparut comme le poète le plus populaire de la littérature bengalie moderne. Sa popularité mise à part, Jibanananda Das s'est distingué lui-même comme un poète extraordinaire présentant un paradigme jusque-là inconnu. Il est un fait que sa diction poétique inconnue, le choix des mots et des préférences thématiques ont pris le temps d'atteindre le cœur des lecteurs. Lors de la deuxième moitié du vingtième siècle, la poésie de Jibanananda est devenue l'essence même de la définition de modernisme au XXe siècle pour la poésie bengalie. 